# Jarryd Wallace
Jarryd Wallace (né le 15 mai 1990 à Athens (Géorgie) ) est un athlète handisport américain médaillé de bronze au saut en longueur en catégorie T64 aux Jeux paralympiques d'été de 2020 de Tokyo et ceux de Paris 2024. Il est également champion du monde handisport à Lyon en 2013 et à Londres en 2017.

## Biographie
Jarryd Wallace est le fils de Jeff (ancien entraîneur de l'équipe de tennis de l'université de Géorgie) et Sabina Wallace (ancienne athlète de la même université). Il a une sœur aînée Brittany. Il commence à courir en tant qu'athlète valide, mais est amputé de sa jambe droite à l'âge de 20 ans après avoir développé un Syndrome de loge,.

### Carrière
Il remporte des médailles d'or au 100 m aux Jeux parapanaméricains de 2011 (Guadalajara) et 2015 (Toronto) et se qualifie pour les Jeux paralympiques de Londres 2012 et Rio de Janeiro 2016 où il ne parvient pas à monter sur le podium,. Ses équipes de relais 4 × 100 m T42–46 ont été disqualifiées à deux reprises, tandis qu'individuellement il se classe sixième sur 400 m en 2012 et cinquième sur 100 m en 2016,.
Entre-temps, il a participé aux championnats du monde d'athlétisme handisport 2013 à Lyon où il est médaillé en or aux épreuves du 200 m et du relais hommes 4 x 100 m T42/T46. Aux championnats du monde d'athlétisme handisport 2017 de Londres, il prend la troisième place et la médaille de bronze au 100 m T44 tandis qu'il redevient champion du monde au 200 m. À Tokyo pour les Jeux paralympiques d'été de 2020, il remonte sur le podium du 200 m avec la médaille de bronze. Viens alors une période d'incertitude où il perd la motivation puis décide de se focaliser sur le saut en longueur. Il participe aux championnats du monde d'athlétisme handisport 2023 de Paris où il décroche la médaille de bronze au saut en longueur,. Lors des championnats nationaux de 2023, il remporte la médaille d'or au 100 m et celle de bronze au saut en longueur.
Aux Jeux paralympiques d'été de 2024 de Paris, il prend la médaille de bronze en saut en longueur où il termine derrière l'allemand Markus Rehm, et son compatriote, l'américain Derek Loccident.

### Ninja Warrior
Jarryd Wallace a participé en 2019 à la version américaine de l'émission Ninja Warrior.